# Церковь Михаила Архангела (Малые Ясырки)
Це́рковь Михаи́ла Арха́нгела (Арха́нгельская це́рковь) — православный храм в селе Малые Ясырки Эртильского района Воронежской области.

## История
Построена в 1866 году.
По состоянию на 1884 год церковь была наделена 33 десятинами земли и двумя подцерковными деревянными домами. Причт состоял из одного священника с денежным окладом 420 рублей.
В 1900 году паства прихода насчитывала 859 человек.
В июне 1906 г. звон колоколов церкви  послужил сигналом к началу крестьянских волнений в Бобровском уезде. В память об этом событии один из малых колоколов церкви экспонируется в Государственном центральном музее современной истории России
В 1930 году в результате проводимой советской властью политики борьбы с православием церковь была закрыта и дальнейшем использовалась как зернохранилище.
Богослужения возобновились 23 января 1945 года. Прихожанами церкви стали жители соседнего села Борщёво, в котором церковь была уничтожена во время сталинских репрессий.
После войны при храме сформировался "небесный (тайный) монастырь", собралась женская община из числа монахинь  закрытых монастырей, а также освободившиеся из сталинских лагерей.

## Причт
По данным за 1900 г. в церкви служили  священник Дубянский Николай Иванович и псаломщик Попов Василий Петрович.
После  закрытия храма властями  в нём в 1933 - 1934 гг. служил схиигумен Митрофан (Никита Мякинин). Его  арестовали в июле 1934 г., забрав прямо с церковной колокольни, где он ночевал. В феврале 1935 г. был осуждён за антисоветскую агитацию и приговорён к 3 годам исправительно-трудовых лагерей. Отбывал срок в Карлаге ГУЛАГ НКВД СССР.
В период с 1954 по 1985 г. в храме служил иеросхимонах Тихон (Василий Золотухин).
До октября 2003 года настоятелем храма был священник Сергей Сторожев. 
В марте 2005 года настоятелем назначен протоиерей Александр Решетников.
С 2017 г. настоятелем стал игумен Антоний (Королёв).

## Архитектура
Здание церкви деревянное, обшитое тёсом, построено в русском стиле. Храм, небольшая трапезная и колокольня в плане образуют крест.
Храм однокупольный в виде четверика с пятигранным алтарём, высотой 15 м, завершен главкой.
Колокольня двухъярусная с шатровой крышей, увенчана небольшой главкой, её высота 20 м.
Образцовый проект деревянной церкви № 19 вместимостью от 450 до 500 человек.
По состоянию на конец 2024 г. здание церкви находится в плачевном состоянии и нуждается в срочном ремонте.

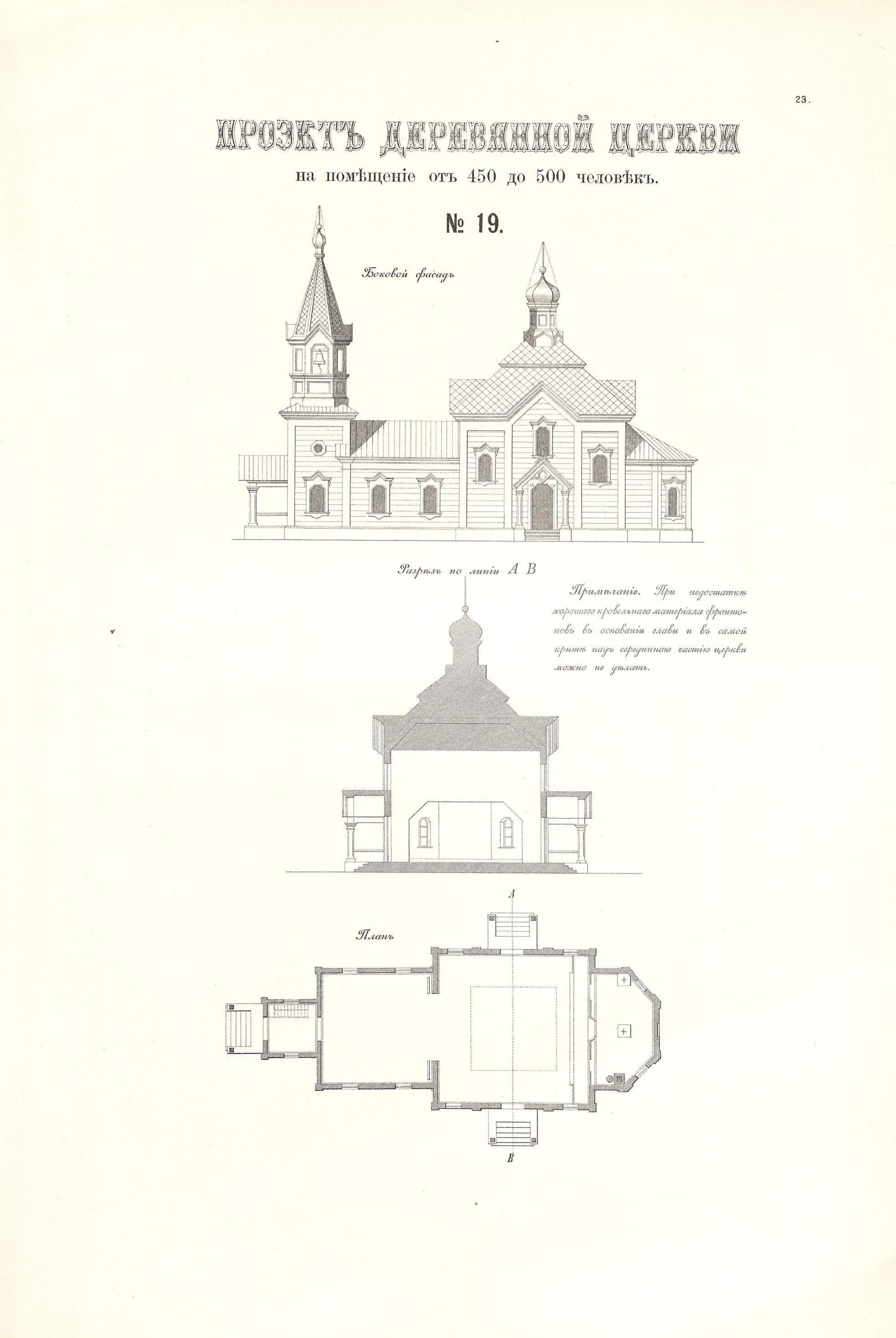
Проект деревянной церкви 19 из атласа планов

## Почитаемые иконы
- Божией Матери «Скоропослушница»;
- надвратная Почаевская икона Божией Матери;
- Божией матери «Достойно есть»[4]